# إيريكا مينديز
إيريكا مينديز (Erica Mendez) هي مؤدية أصوات أمريكية ولدت في شيكاغو، إلينوي.

## أدوارها في الأنمي

### مسلسلات أنمي تلفزيونية
- هنتر x هنتر (2011) - غون فريكس
- أكاديمية الساحرات الصغيرات - أتسوكو كاغاري/آكو
- شارلوت - نومورا
- كاكيغوروي - إيتسوكي سوميراغي
- كاكيغوروي xx - إيتسوكي سوميراغي
- مغامرة جوجو الغريبة: ستارداست كروسيدرز - بولناريف الصغير
- كيل لا كيل - ريوكو ماتوي
- فيت/أبوكريفا - روشي فرين يغدميلينيا، أساسين السوداء
- فيت/غراند أوردر: الجبهة الشيطانية المطلقة بابيلونيا - ماش كيرييلايت
- ماغي: The Labyrinth of Magic - علاء الدين
- ماغي: The Kingdom of Magic - علاء الدين
- ميغالوبوكس - ساتشيو
- موب سايكو 100 - تشيهيرو
- لاف لايف! - نيكو يازاوا
- ري:بداية الحياة في عالم آخر من نقطة الصفر - باك، ميمي بيرلباتون، بيترا ليتي
- البطلة يونا يوكي - فو إينوبوزاكي
- الخطايا السبع المميتة - ديان
- الخطايا السبع المميتة: تلميحات الحرب المقدسة - ديان
- الخطايا السبع المميتة: إعادة إحياء الوصايا - ديان
- الخطايا السبع المميتة: غضب الحراس - ديان
- سورد آرت أونلاين II - يوكي/يوكي كونّو
- كذبتك في أبريل - تسوباكي ساوابي
- تيرافورمارز - ساندرا هوفمان
- من الغد الهادئ - أكاري ساكيشيما
- البلدة في غيابي - كينيا كوباياشي
- البدلة المتنقلة جاندام سيد - فلاي آلستر (ريماستر HD)
- البدلة المتنقلة جاندام: أيتام الدم الحديدي - كراكر غريفون، إلغار
- بونغو ستراي دوغز - لويزا إم
- غوسيك - أفريل برادلي
- بيرسيرك (2016) - ريكرت
- أسد مارس - هارونوبو نيكايدو (أيام الطفولة)
- نحن ما زلنا لا نعرف اسم الزهرة التي رأيناها ذلك اليوم - تسوروكو
- آلدنوا زيرو - إينكو أميفومي
- البركة لهذا العالم الرائع! - ميغومين
- البركة لهذا العالم الرائع! 2 - ميغومين
- نهضة بطل الدرع - رافتاليا
- نيفرلاند الموعودة - إيما
- ياشاهيمي: أميرة أنصاف الشياطين - توا هيغوراشي
- دكتور ستون - كوني لي
- الخلايا تعمل! - خلية تائية منظمة
- إيسيكاي كوارتيت - باك، ميغومين
- إيسيكاي كوارتيت 2 - باك، ميغومين، رافتاليا
- التلميذ المتخلف في ثانوية السحر: الزائرة - إيريكا تشيبا

### أنمي الإنترنت
- بي البداية - كوكو (أيام الطفولة)

### أوفا أنمي
- ري:بداية الحياة في عالم آخر من نقطة الصفر Memory Snow - باك، بيترا ليتي
- ري:بداية الحياة في عالم آخر من نقطة الصفر: رابط الجليد - باك

### أفلام أنمي
- فيلم هنتر x هنتر: فانتوم روج - غون فريكس
- أكاديمية الساحرات الصغيرات - أتسوكو كاغاري/آكو
- أكاديمية الساحرات الصغيرات: الموكب المسحور - أتسوكو كاغاري/آكو
- لاف لايف! ذا سكول آيدول موفي - نيكو يازاوا
- أكاديميتي للأبطال ذا موفي: البطلين - ميليسا شيلد
- الخطايا السبع المميتة: أسرى السماء - ديان
- هنتر x هنتر: فانتوم روج - غون فريكس
- البركة لهذا العالم الرائع!: الأسطورة القرمزية - ميغومين

## أدوارها في ألعاب الفيديو
- دانغانرونبا أناذر إيبيسود: ألترا ديسبير غيرلز - ناغيسا شينغيتسو
- دانغانرونبا V3: كيلينغ هارموني - ماكي هاروكاوا
- سكالغيرلز - آني
- تيلز أوف بيرسيريا - إلينور هيوم
- بليزبلو كروس تاغ باتل - أوريي

## وصلات خارجية
- إيريكا مينديز على موقع IMDb (الإنجليزية)
- إيريكا مينديز على موقع ميوزك برينز (الإنجليزية)
- إيريكا مينديز على موقع قاعدة بيانات الفيلم (الإنجليزية)
- إيريكا مينديز على موقع كينوبويسك (الروسية)
- إيريكا مينديز على موقع ANN person (الإنجليزية)